# Scambiatore a blocchi

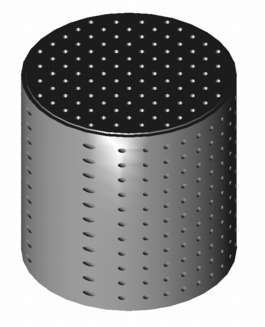
Fig. 9: Elemento di scambiatore a blocchi

Gli scambiatori a blocchi sono degli scambiatori di calore a superficie, in cui le correnti circolano in fori cilindrici, solitamente disposti ortogonalmente nei due lati dei blocchi.
Come accennato qui sopra, vi sono casi in cui la costruzione come fascio tubiero, piastre o spirale non è praticamente realizzabile. In questi casi, Si può allora pensare di ottenere superfici di scambio, a volte con profilo complesso, lavorando a macchina dei blocchi compatti.
In figura 9 è mostrato il caso più comune, in cui viene sostanzialmente riprodotto uno scambiatore a fascio tubiero: una serie di fori ad asse parallelo a quello del blocco incrocia (senza interferenza) con una serie di fori ortogonali.
Questo tipo di scambiatore è utilizzato quasi esclusivamente con materiali di costruzione teneri e ben conduttivi, come la grafite, e quindi è di impiego limitato.